# کریستوفر اسمیت
کریستوفر اسمیت (به انگلیسی: Christopher Smith) نمایندهٔ حوزه انتخابیه چهارم نیوجرسی از حزب جمهوری‌خواه ایالات متحده آمریکا در مجلس نمایندگان ایالات متحده آمریکا است که برای نخستین‌بار در ۵ ژانویه ۱۹۸۱ میلادی به‌عضویت این مجلس درآمد.